# Maria Elena Kyriakou
Maria Elena Kyriakou (grško Μαρία Έλενα Κυριάκου   , izgovorjava [marˈia ˈelena cirˈʝaku]) grška-ciperska pevka, * 11. januar 1984
Najbolj je znana je postala leta 2014, ko je zmagala v prvi sezoni serije »The Voice of Greece«. Kyriakouva je zastopala Grčijo na tekmovanju za pesem Evrovizije 2015 s pesmijo »One Last Breath«.

## Kariera
Maria Elena Kyriakou se je rodila dne 11. januarja 1984 v Larnaci na Cipru. Maria ima enega brata Kyriacosa Pavlouva in dve sestri. Pri 13 letih jo je mama vpisala v glasbeno šolo. Študirala je filozofijo na Univerzi v Ioannini. Po dveh letih na Univerzi v Ioannini se je odločila, da se vrne v svojo domovino. Nato je študij nadaljevala na Univerzi na Cipru. Leta 2011 jo je njena mama prijavila na avdicijo za »Grški idol«, vendar se ni odločila iti na avdicije.
Maria je leta 2014 nastopila na avdiciji za »The Voice of Greece«. Na avdiciji je prepričala vse štiri žirante in si za svojo trenerko izbrala Despino Vandi. V polfinalu je nastopila s svojo lastno pesmijo »Dio Egoismoi«, ki je prepričala trenerko in javnost in se uvrstila v finale. V finalu je zmagala in podpisala pogodbo z glasbeno založbo Minos EMI.

### Pesem Evrovizije 2015
Maria Elena Kyriakou je zmagala v grškem nacionalnem izboru za predstavnika Grčije na tekmovanju za pesem Evrovizije 2015 na Dunaju v Avstriji s pesmijo »One Last Breath«. Nastopila je v prvem polfinalu in se uvrstila v finale, kjer se je uvrstila na 19. mesto s 23 točkami.

## Zasebno življenje
Leta 2006 se je poročila s ciprskim športnim novinarjem Gregorisom Gregorioujem, s katerim ima tri otroke. Leta 2011 sta se s Gregorioujem ločila.

## Diskografija

### Studijski album
- »Dio ageloi sti gi«

### Pesmi
- »Dio egoismoi« (2014)
- »Dio ageloi sti gi« (2014)
- »One Last Breath« (2015)
- »Mia anapnoi« ( grška različica »One Last Breath« (2015))
- »The Otherside« (Tamar Kaprelian z Elhaido Dani, Elino Born, Maria-Elena Kyriakou in Stephanie Topalian) [7][8]